# John Rickman
John Rickman (ur. 1771, zm. 1840) – brytyjski polityk i statystyk. Członek Royal Society w Londynie oraz honorowy członek Société Française de Statistique Universelle.